# Groupe PSA
Die Groupe PSA (abgekürzt für Peugeot Société Anonyme) war ein französischer Automobilkonzern, zu dem die Marken Citroën, DS, Opel, Peugeot und Vauxhall gehörten. Ab August 2017 war PSA – wie schon 2007 bis 2010 – gemessen an den Absatzzahlen (nach Volkswagen) der zweitgrößte Autobauer Europas.
Am 16. Januar 2021 fusionierte Groupe PSA mit Fiat Chrysler Automobiles zu Stellantis.

## Geschichte

### Gründung nach Übernahme von Citroën durch Peugeot
Nach der Übernahme von Citroën durch Peugeot wurde 1976 die Holding PSA Peugeot Citroën gegründet. 1978 übernahm PSA die europäischen Werke von Chrysler, die unter der Marke Simca bzw. Chrysler-Simca agierten, und führte die Modelle bis 1986 unter dem Namen Talbot bzw. Talbot-Simca fort. 1985 schrieb der PSA-Konzern erstmals seit 1980 wieder schwarze Zahlen.
1978 wurde mit der Fiat-Gruppe eine Kooperation (Sevel Sud) zur Entwicklung und Produktion von leichten Nutzfahrzeugen geschlossen, die seit 1982 den Fiat Ducato, Citroën Jumper (bis 1994 Citroën C25), Peugeot Boxer (bis 1994 Peugeot J5) hervorbrachte. In der ersten Serie gab es auch die Modelle Alfa Romeo AR6, Fiat Talento und Talbot Express. 1988 wurde die Sevel Nord gegründet. Zwischen 1994 und 2014 entstanden die Vans Peugeot 806 und Peugeot 807, Citroën Evasion und Citroën C8, Fiat Ulysse, Lancia Zeta und Lancia Phedra. Außerdem auf gleicher Plattform bis 2016 die Nutzfahrzeuge Peugeot Expert, Citroën Jumpy und Fiat Scudo. 2012 wurde Toyota statt Fiat bei Sevel Nord neuer Kooperationspartner. Ab 2013 gab es daher als zusätzliches Modell den Toyota Proace. Jumpy, Expert und Proace sind seit 2016 in neuer Generation auf dem Markt. Sie wurden gemeinsam zwischen PSA und Toyota entwickelt, ebenso wie die Vans Citroën Spacetourer, Peugeot Traveller und Toyota Proace Verso.
Im Motorenmarkt wurde 1996 ein zusammen mit Renault entwickelter V6-Motor vorgestellt, der den seit 1974 gebauten V6-PRV-Motor (Peugeot, Renault, Volvo) ersetzte. 1999 wurde eine Vereinbarung mit Ford zur gemeinsamen Entwicklung von Dieselmotoren unterzeichnet, die 2001 auf den Markt kamen. Im gleichen Jahr wurde ein Kooperationsvertrag mit Toyota zur gemeinsamen Produktion eines Kleinwagens im tschechischen Kolín unterzeichnet. Dieser wurde 2005 als Peugeot 107, Citroën C1 und Toyota Aygo vorgestellt; sie sind fast baugleich. Dafür wurde das Joint-Venture TPCA gegründet. Die Toyota-Rückrufaktion des Aygo wegen klemmender Gaspedale Anfang 2010 betraf daher auch die beiden anderen Kleinwagen.
Derzeit besteht eine Kooperation mit BMW, um eine neue Generation von Verbrennungsmotoren für die großen Peugeot-Fahrzeuge zu entwickeln. Der gemeinsam entwickelte, intern als Prince-Motor bezeichnete Antrieb wird bei PSA gefertigt und unter anderem im BMW-Mini und im Peugeot 308 sowie dem RCZ verbaut. Dieser moderne Motor benutzt zur Ventilsteuerung die Valvetronic von BMW. Dadurch könnte theoretisch bei diesem Motor auf eine Drosselklappe verzichtet werden.
PSA kooperiert im Bereich Dieselmotoren mit Ford: PSA entwickelt die kleinen Motormodelle (1,4–2,2 Liter) und Ford die großen Motoren ab 2,7 Liter Hubraum.
PSA und Mitsubishi Motors kooperier(t)en wie folgt: die fast baugleichen SUVs Citroën C-Crosser, Mitsubishi Outlander und Peugeot 4007 wurden bei Mitsubishi gefertigt; die Ottomotoren stammten von Mitsubishi, die Dieselmotoren von PSA. Der Mitsubishi ASX ist auch die Basis für die bauähnlichen Peugeot 4008 und Citroën C4 Aircross. Außerdem basieren die beiden Elektro-Kleinwagen von PSA Peugeot iOn und Citroën C-Zero auf dem bis auf wenige Änderungen baugleichen Mitsubishi Electric Vehicle, vormals unter dem Namen Mitsubishi i-MiEV verkauft worden.

### Kooperation mit General Motors und Vermeidung Konkurs
Im Jahr 2012 schloss der PSA-Konzern eine Kooperation mit General Motors. Im Zuge dieser beteiligte sich GM mit 7 % am PSA-Konzern. Ziel der Kooperation waren der gemeinsame Einkauf und die gemeinsame Entwicklung von Plattform-Automobilen mit GM-Europa (Opel / Vauxhall Motors). Erste Modelle sollen der gehobenen Mittelklasse angehören (Opel Insignia); auch ein ursprünglich für Saab Automobile entwickeltes Oberklasse-Modell sowie Kleinwagen sollen gemeinsam gebaut werden. Ebenfalls 2012 schloss PSA eine Kooperation mit Toyota. Sie vereinbarten, zukünftige Nutzfahrzeuge gemeinsam zu entwickeln. PSA sollte ab dem 2. Quartal 2013 ein Schwestermodell des Peugeot Expert/Citroën Jumpy an Toyota als Toyota Proace liefern.
Am 24. Oktober 2012 wurde bekanntgegeben, dass der französische Staat Anleihen der PSA-Bank in Höhe von 7 Mrd. EUR garantiert, hierdurch wurde ein Konkurs vermieden. Im Gegenzug wurden zwei zusätzliche Posten im Aufsichtsrat geschaffen, wobei einer durch einen Arbeitnehmervertreter und einer durch einen „Unabhängigen im engen Einvernehmen mit dem Staat“ besetzt wurde. Damit geriet der Konzern faktisch unter Staatsaufsicht. Dieser Unabhängige war der ehemalige Chef von EADS, Louis Gallois, der zeitweise auch Vorsitzender des Gremiums war.
| Aktionärsstruktur am 31. Dezember 2015 | Aktionärsstruktur am 31. Dezember 2015 | Aktionärsstruktur am 31. Dezember 2015 |
| Anteilseigner                          | Kapitalanteile                         | Stimmrechtsanteile                     |
| -------------------------------------- | -------------------------------------- | -------------------------------------- |
| Institutionelle Anleger                | 48,0 %                                 | 43,0 %                                 |
| Familie Peugeot                        | 13,7 %                                 | 22,2 %                                 |
| Französischer Staat                    | 13,7 %                                 | 12,3 %                                 |
| Dongfeng Motor Corporation             | 13,7 %                                 | 12,3 %                                 |
| Streubesitz                            | 7,5 %                                  | 7,2 %                                  |
| PSA-Mitarbeiter                        | 2,4 %                                  | 3,1 %                                  |
| Eigene Anteile                         | 1,1 %                                  | –                                      |

Die 75-prozentige Beteiligung am profitablen Logistik-Tochterunternehmen GEFCO wurde Ende 2012 für rund 800 Millionen Euro und eine Sonderdividende von 100 Millionen Euro an das staatliche russische Eisenbahnunternehmen RŽD verkauft.
Am 12. Dezember 2013 teilte General Motors mit, dass man bei Peugeot aussteigen und den kompletten Anteil in Höhe von 7 % verkaufen werde. Die 2012 geschlossene strategische Allianz zwischen beiden Unternehmen blieb vorerst bestehen. Gleichzeitig wurde bekannt, dass Peugeot eine Kapitalerhöhung anstrebte, im Zuge deren sich die chinesische Dongfeng Motor Corporation und der französische Staat an Peugeot beteiligen wollten.
Am 19. Februar 2014 beschloss der Aufsichtsrat von PSA, das Kapital um drei Milliarden Euro aufzustocken. Dabei sollten, das Einverständnis der bisherigen Aktionäre vorausgesetzt, der französische Staat und Dongfeng jeweils 800 Millionen investieren, wofür sie jeweils 14 % Anteil am Unternehmen erhalten sollten. Die weiteren 1,4 Milliarden sollten durch den Verkauf weiterer Aktien eingenommen werden. Es wurde erwartet, dass dadurch die Stimmanteile der Familie Peugeot von 38 auf 14 % fallen.
Am 28. September 2016 wurde von Carlos Tavares der Carsharing-Anbieter Free2move gegründet.
Im Februar 2017 berichteten Medien über Verhandlungen zur Übernahme der deutschen Automarke Opel. Am 6. März 2017 gaben General Motors, PSA und Opel auf einer Pressekonferenz bekannt, dass PSA für 1,3 Milliarden Euro Opel und Vauxhall Motors kaufen wird, soweit die Kartellbehörden zustimmen. Weiter übernahm PSA in einem Joint Venture mit BNP Paribas zum Preis von 900 Millionen Euro das europäische Finanzierungsgeschäft GM Financial. Gemäß der Übereinkünfte sollten die Opel-spezifischen Tarifverträge bis Ende 2018 gelten. Der Verkauf wurde am 1. August 2017 abgeschlossen.

### Zusammenschluss (Stellantis)
Am 31. Oktober 2019 kündigten PSA und die italienisch-amerikanische Gruppe Fiat Chrysler Automobiles ihre Absicht zum Zusammenschluss zu Stellantis an. Am 12. Dezember 2019 gab der Aufsichtsrat grünes Licht für die Verschmelzung. Die Fusion wurde am 21. Dezember 2020 von der EU-Kommission genehmigt, und am 16. Januar 2021 vollzogen. Im November 2023 hielt die Familie Peugeot 7,13 % an Stellantis, die Agnelli-Holding Exor 14,29 %, Dongfeng 3,16 %, Streubesitz waren 55,47 %.

## Konzern

### Struktur und Beteiligungen
Neben Citroën, DS Automobiles, Opel, Peugeot und Vauxhall gehörten weitere Unternehmen zum PSA-Konzern:
- Faurecia, ein Zulieferer für Sitze, Cockpits, Abgassysteme und andere Komponenten[25]
- Free2move, Carsharing-Anbieter
- Banque PSA Finance, Finanzdienstleister mit den Zweigniederlassungen Peugeot Bank und Citroën Bank[26]
- PSA Powertrain, Verkaufsunternehmen für Antriebsstränge[27]
- Mister Auto, ein Online-Geschäft für Autoteile (nicht nur für PSA-Marken)
- Spoticar, Gebrauchtwagenmarke[28]

Über ein Joint Venture mit dem Bankinstitut BNP Paribas betreibt PSA seit 2017 zudem das europäische Finanzierungsgeschäft GM Financial.

## Produktion und Umsatzzahlen
| PSA weltweiter Absatz 2016 (in Tsd.) | PSA weltweiter Absatz 2016 (in Tsd.) | PSA weltweiter Absatz 2016 (in Tsd.) | PSA weltweiter Absatz 2016 (in Tsd.) |
| Rang                                 | Land                                 | Absatz- zahlen                       | Markt- anteil (in %)                 |
| ------------------------------------ | ------------------------------------ | ------------------------------------ | ------------------------------------ |
| --                                   | Europäische Union                    | 1.446                                | --                                   |
| 1                                    | China (2015)                         | 731                                  | 2,9 %                                |
| 2                                    | Frankreich                           | 559                                  | 27,7 %                               |
| 3                                    | Vereinigtes Königreich               | 177                                  | 6,6 %                                |
| 4                                    | Italien                              | 160                                  | 8,7 %                                |
| 5                                    | Spanien                              | 149                                  | 12,9 %                               |
| 6                                    | Deutschland                          | 110                                  | 3,3 %                                |
| 7                                    | Argentinien                          | 87                                   | 12,0 %                               |
| 8                                    | Belgien                              | 65                                   | 12,1 %                               |
| 9                                    | Türkei                               | 61                                   | 6,2 %                                |
| 10                                   | Brasilien                            | 50                                   | 2,5 %                                |

In den Jahren 2007 bis 2010 war die PSA-Gruppe mit 3,233 Millionen (2007) bzw. 3,602 Millionen (2010) produzierten Fahrzeugen – nach der Volkswagen AG – Europas zweitgrößter Automobilhersteller. 2010 wurden insgesamt 3,6 Millionen Fahrzeuge abgesetzt, 400.000 mehr als im Vorjahr und mehr als je zuvor. Der globale Marktanteil von PSA lag 2009 bei 5 %, in Westeuropa 2010 bei 14,3 % nach 13,8 % im Jahr zuvor. Im Jahr 2012 wurde ein Rekordverlust von 4,9 Milliarden Euro verzeichnet, der allerdings zum Großteil auf Abschreibungen in Höhe von 4,12 Milliarden Euro zurückzuführen ist; gleichzeitig sank die Zahl der verkauften Fahrzeuge auf 2,964 Millionen Einheiten. 2013 konnten zwar nur 2,8187 Millionen Fahrzeuge verkauft werden, der Verlust konnte jedoch auf 2,218 Milliarden Euro reduziert werden. 2014 stieg die Produktion auf 2,939 Millionen Fahrzeuge und der Verlust sank weiter auf 555 Millionen Euro bei 53,607 Milliarden Euro Jahresumsatz. In den Jahren 2015 und 2016 wurden 2,973 bzw. 3,146 Millionen Fahrzeuge verkauft (5,8 % Zuwachs) und bei einem Umsatz von 54,676 bzw. 54,03 Milliarden Euro ein konsolidierter Gewinn von 1,202 bzw. 2,149 Milliarden Euro erzielt.

### Montagewerke
| Land                   | Standort                    | Zahl der Beschäftigten | Zahl der hergestellten Kraftfahrzeuge | Modelle                                                                                      |
| ---------------------- | --------------------------- | ---------------------- | ------------------------------------- | -------------------------------------------------------------------------------------------- |
| Frankreich             | Mülhausen                   | 7.600 (2015)           | 213.000 (2015)                        | Peugeot 2008; Citroën C4; DS 4(2015)                                                         |
| Frankreich             | Poissy                      | 4.700 (2016)           | 234.539 (2016)                        | Peugeot 208, 208 GT Line & 208 GTi; DS 3 & DS 3 Cabrio (2016)                                |
| Frankreich             | Rennes                      | 4.000 (2016)           | 60.000 (2016)                         | Peugeot 508 Lim. & SW; Citroën C5 Lim. & Tourer (2016)                                       |
| Frankreich             | Sochaux                     | 10.500 (2016)          | 347.000 (2016)                        | Peugeot 308 Lim.& SW, 3008; DS 5; Opel Grandland X (2016)                                    |
| Deutschland            | Rüsselsheim                 | 4.060 (2016)           | 138.694 (2016)                        | Opel Insignia, Zafira; Vauxhall Insignia, Zafira; Holden Insignia; Buick Regal               |
| Deutschland            | Kaiserslautern              | 2.500 (2019)           | -                                     | Fahrzeugkomponenten und Motoren                                                              |
| Deutschland            | Eisenach                    | 1.850 (2016)           | 119.690 (2016)                        | Opel Corsa, Adam; Vauxhall Corsa, Adam                                                       |
| Vereinigtes Königreich | Ellesmere Port              | 1.830 (2016)           | 118.113 (2016)                        | Opel Astra; Vauxhall Astra                                                                   |
| Vereinigtes Königreich | Luton                       | 1.530 (2016)           | 73.622 (2016)                         | Opel Vivaro, Zafira Life; Vauxhall Vivaro (2019)                                             |
| Spanien                | Madrid                      | 1.673 (2016)           | 215.000 (2016)                        | Citroën C4 Cactus (2016)                                                                     |
| Spanien                | Vigo                        | 6.000 (2015)           | 407.100 (2015)                        | Citroën C4 Picasso, Grand C4 Picasso, Berlingo, C-Élysée; Peugeot Partner, 301 (2015)        |
| Spanien                | Figueruelas                 | 5.080 (2016)           | 361.411 (2016)                        | Opel Corsa, Mokka X, Crossland X; Vauxhall Corsa, Mokka X, Crossland X, Citroën C3 Aircross  |
| Portugal               | Mangualde                   | 700 (2016)             | 49.700 (2016)                         | Citroën Berlingo; Peugeot Partner/Rifter; Opel Combo (2019)                                  |
| Slowakei               | Trnava                      | 3.500 (2015)           | 303.000 (2015)                        | Peugeot 208; Citroën C3 Picasso (2015)                                                       |
| Polen                  | Gliwice                     | 3.270 (2016)           | 201.234 (2016)                        | Opel Astra, GTC, Cascada; Vauxhall Astra, GTC, Cascada; Holden Astra, Cascada; Buick Cascada |
| Argentinien            | Buenos Aires                | 4.730 (2009)           | 85.445 (2009)                         | Peugeot 308, 408, Partner/Rifter; Citroën C4, Berlingo; Opel Combo                           |
| Brasilien              | Porto Real (Rio de Janeiro) | 2.900                  | 150.000                               | Peugeot 208, 2008; Citroën C3, C3 Aircross(2016)                                             |
| Marokko                | Kenitra                     | 2500 (2020)            | 100.000                               | Citroën Ami, Opel Rocks-e, Peugeot 208, C3 Aircross(2016)                                    |

Im ehemaligen Werk in Aulnay-sous-Bois lief 2013 der letzte Wagen (ein Citroën C3) vom Band.
Kooperationen, Joint-Venture oder Lizenzproduktion
| Hersteller                                          | Standort                  | Zahl der Beschäftigten | Modelle (auch ehemalige) |
| --------------------------------------------------- | ------------------------- | ---------------------- | --- |
| SEVEL-Nord                                          | Valenciennes (Frankreich) | 2700                   | Peugeot 807, Expert; Citroën C8, Jumpy (Dispatch); Fiat Ulysse, Scudo; Lancia Phedra Zeta; Toyota Proace, Proace Verso; Citroën Spacetourer; Peugeot Traveller |
| SEVEL-Süd                                           | Atessa (Italien)          | 5900                   | Peugeot Boxer; Citroën Jumper; Fiat Ducato; Alfa Romeo AR 6; Talbot Express                                                                                    |
| Tofaş                                               | Bursa (Türkei)            | 835                    | Fiat Fiorino; Peugeot Bipper; Citroën Nemo; Opel Combo; Vauxhall Combo                                                                                         |
| Toyota Peugeot Citroën Automobile (TPCA)            | Kolín (Tschechien)        | 3500                   | Peugeot 108; Citroën C1; Toyota Aygo |
| Dongfeng Peugeot Citroën Automobile (DPCA)          | Wuhan (China)             | 6000                   | Citroën C-Elysée, C-Triomphe, C4; Peugeot 207, 307, 408 |
| Mitsubishi Motors                                   | Kurashiki (Japan)         | 4620                   | Mitsubishi Outlander, Citroen C-Crosser, Peugeot 4007 |
| Peugeot Citroën Mitsubishi Automotiv Rus (PCMA Rus) | Kaluga (Russland)         | 3000                   | Mitsubishi ASX, Outlander; Citroen C4 Aircross, C-Crosser, Peugeot 4008, 4007                                                                                  |
| Iran Khodro                                         | Teheran (Iran)            |                        | Peugeot 405, 206 |

Der Aufbau eines Montagewerkes für bis zu 5000 Fahrzeuge der Modelle Peugeot 3008 und Opel Grandland X ist in Namibia (Stand März 2018) geplant.